# Dario Dukić
Dario Dukić (Doboj, 13 mei 1973) is een Belgisch voormalig volleyballer met Bosnische roots.

## Levensloop
Dukić werd geboren in het Bosnische Doboj. Hij kwam uit voor Knack Roeselare, VC Lennik, VC Zellik en VC Zorgvliet Antwerpen. Vervolgens ging hij aan de slag bij het Kroatische HOK Domaljevac Županja, maar keerde in 1999 terug naar de Belgische competitie bij VC Averbode. In 1999 maakte hij de overstap naar het Nederlandse Vrevok, waarmee hij in 2000 landskampioen werd en in 2001 de Beker van Nederland won. Vervolgens ging hij aan de slag in de Franse competitie, alwaar hij actief was bij Saint-Quintin Volley, Maromme Canteleu Volley 76 en VC Michelet Halluin. Hij sloot zijn spelerscarrière af als speler-trainer van Maromme Canteleu Volley 76. Vervolgens was hij coach van Grand Nancy VB en Saint-Quintin Volley.
Zijn zoon Marin is eveneens actief in het volleybal.